# 太平镇 (芦山县)
太平镇，是中华人民共和国四川省雅安市芦山县下辖的一个乡镇级行政单位。

## 行政区划
太平镇下辖以下地区：
春光村、祥和村、兴林村、胜利村、钟灵村和大河村。